# Dělba moci
Dělba moci (angl. separation of powers, fr. séparation de pouvoirs, něm. Gewaltenteilung) je princip politického uspořádání, který rozlišuje trojí typ moci ve státě:
- zákonodárná moc (legislativa)
- výkonná moc (exekutiva)
- soudní moc (judikativa či justice)

a stanoví, že nemají být ve stejných rukou. Jde tedy spíš o oddělení než rozdělení těchto složek moci. Uvedené státní moci se kromě oddělení navíc mají i navzájem kontrolovat – „princip brzd a protivah“ (či „rovnovah“ podle anglického checks and balances). Cílem je zamezit tendencím ke koncentraci moci, bránit libovůli a případnému zneužití státní moci a tím chránit jednotlivce.

## Zásady dělby moci
Mezi zásady, kterými se řídí dělba moci patří:[zdroj?]
- oddělenost mocí
- neslučitelnost mocí
- nezávislost mocí
- samostatnost mocí
- rovnováha mocí
- nezodpovědnost mocí (jedné vůči druhé)

## Historie
Jisté rozdělení mocí bylo běžné ve starověkých republikách a městských státech. Aristotelés rozlišuje funkci rady (sněmu), úřadů (vlády) a soudů. V římské republice pak byla pravomoc rozdělena mezi senát, zákonodárná shromáždění občanů a výkonné úřady. Senát řídil zahraniční a vojenskou politiku a mohl vydávat příkazy výkonné moci. Zákonodárná shromáždění všech občanů vydávala zákony a volila vysoké úředníky, jimž pak byla svěřena moc výkonná. Zásadní problém, který znamenal konec Římské republiky byl úřad diktátora, který byl sice volen jen pro případ vojenského ohrožení, ale jeho úřad právě dělení moci narušoval. A bylo tak jen otázkou času, než diktátoři postupně přeměnili republiku na císařství.
Princip dělby moci nabyl silně na významu s růstem panovnické moci v pozdním středověku a v období absolutismu. Panovník se postupně zbavoval kontroly sněmem, výběr daní prováděli jeho úředníci a panovník také disponoval stálou armádou. Jedním z prvních, kdo nově s myšlenkou moc ve státě dělit přišel, byl John Locke, ten ovšem ještě se samostatnou justicí nepočítal. Klasický princip dělby moci navrhl až francouzský filosof Montesquieu jako rozdělení na moc zákonodárnou, výkonnou a soudní, aby se zajistila soudcovská nezávislost a výkonná moc byla omezena zákony, jež si nemůže dávat sama. Významné rozpracování tohoto principu pak provedl James Madison v Listech federalistů. Francouzská Deklarace práv člověka a občana pak výslovně prohlásila, že „společnost, ve které není zajištěna záruka práv a vytyčena dělba moci, nemá vůbec ústavu“.

## Dělba moci v demokracii
V klasickém schématu moderní demokracie je soudcovská moc oddělena od státu a chráněna před jeho zásahy tím, že soudce nelze přímo odvolat a tím, že je vázán jen zákony, nikoli nařízeními a vyhláškami, které přijímá moc výkonná. Vládu nejmenuje parlament, ale hlava státu. Platí také princip neslučitelnosti některých funkcí, např. hlava státu nemůže být zároveň poslancem, ministr soudcem atd. Princip vzájemných „brzd a rovnovah“ se pak projevuje např. v tom, že vláda je kontrolována a omezována parlamentem nejen zákony, ale i možností vyslovení nedůvěry (tj. de facto odvolání vlády), pravidelným schvalováním rozpočtu, interpelacemi a podobně. Naproti tomu vláda administrativně řídí a financuje soudnictví, ústavní soud může zrušit zákony apod. Zákonodárná moc je omezena tím, že zákony mohou být pouze obecné, avšak míra jejich obecnosti a přípustnosti výjimek je mnohdy sporná a rozhoduje o ní soudní moc.
Ideální oddělení mocí však není nikdy zcela úplné: v parlamentní formě vlády musí exekutiva získat důvěru parlamentu, takže existuje silné propojení mezi vládou a parlamentní většinou a proti tomuto „bloku“ je postavena jen parlamentní opozice. Tak je tomu především v evropských zemích, naproti tomu nejdůslednější oddělení státních mocí je zřejmě ve Spojených státech amerických, kde exekutivu řídí přímo volený prezident, jehož vláda je na Kongresu méně závislá a soudci Nejvyššího soudu jsou jmenováni doživotně.
V České republice je systém oddělenosti státních mocí specifický v tom, že nejenže jsou odděleny moci zákonodárná, výkonná a soudní (čl. 2 odst. 1 Ústavy), ale rozděleny jsou i „zevnitř“ (Poslanecká sněmovna – Senát, prezident republiky – vláda, Ústavní soud – obecné soudy). Tím je omezena možnost koncentrace a zneužití moci i jen v rámci jedné z nich. V poslední době navíc roste význam dalších „mocí“ ve státě, například veřejných médií, které by také neměly podléhat vládě, ale ani parlamentním stranám. I zákonné postavení České televize a Českého rozhlasu je tedy součástí snah o dělbu moci.[zdroj?] Významnými nezávislými složkami státní moci jsou i Česká národní banka, které je svěřena správa měny a péče o cenovou stabilitu, a Nejvyšší kontrolní úřad, který vykonává kontrolu hospodaření se státním majetkem a plnění státního rozpočtu.

## Další typy moci
Vedle této tradiční trojice bývají zmiňovány další typy moci:[zdroj?]
- masmédia (hromadné sdělovací a komunikační prostředky, tedy například tisk, televize, Internet a sociální sítě)
- ekonomický systém, silné ekonomické korporace atd.
- církev či jiné ideologické a společenské struktury, tzv. občanská společnost (nekomerční sdružení a hnutí nespojená se státní mocí)